# 神聖かまってちゃん (アルバム)
『神聖かまってちゃん』（しんせいかまってちゃん）は、の子（神聖かまってちゃん）のソロアルバム。2013年9月11日にPERFECT MUSICから発売された。

## 解説
の子名義では初のアルバム。サポートメンバーを迎え神聖かまってちゃんの楽曲のセルフカバーを収録している。初回限定盤と通常版の2種類が発売され、初回限定盤にはソロライブを収録したDVD、通常版にはボーナストラックとして「躁鬱電池メンタル」が収録されている。
ソロ活動はメンバーに対して不満が溜まっていたの子が2012年から計画していた。タイトルはPERFECT MUSICの前社長が決定したとちばぎんの配信で語られている。
ソロ活動に対する神聖かまってちゃんメンバーの反応について、ちばぎんは「正直やるならみんなでやろうよって思っちゃう」、の子は「ぶっちゃけ音源で言ったらソロが一番いい」と発言している。

## 収録曲

### アルバム
全作詞・作曲：の子
1. 肉魔法 [4:50]
2. グロい花 [4:17]
3. ベイビーレイニーデイリー [3:47]
4. ロックンロールは鳴り止まないっ [3:35]
5. 夕方のピアノ [3:55]
6. あるてぃめっとレイザー! [5:14]
7. ぺんてる [6:04]
8. 自分らしく [6:04]
9. Os-宇宙人 [3:13]
10. いくつになったら [3:00]
11. おっさんの夢 [4:05]
12. 美ちなる方へ [4:13]
13. 友達なんていらない死ね [4:06]
14. 23才の夏休み [3:36]
15. 映画 [4:05]
16. 躁鬱電池メンタル [3:46]
通常盤のみ収録

### 初回限定盤収録DVD
1. グロい花
2. 自分らしく
3. ベイビーレイニーデイリー
4. 美ちなる方へ
5. ゆーれいみマン
6. 躁鬱電池メンタル
7. 映画
8. ぺんてる
9. 怒鳴るゆめ
10. 花ちゃんはリスかっ!
11. ちりとり
12. 夕方のピアノ
13. あるてぃめっとレイザー!
14. 23才の夏休み
15. ロックンロールは鳴り止まないっ
16. 肉魔法
17. おっさんの夢
18. いかれたNeet

## 演奏者
- の子 - ボーカル、ギター、プログラミング
- 椎名杏子(チーナ) - ピアノ[4]
- 柴由佳子(チーナ) - バイオリン[4]
- リーダー(チーナ) - ギター、シンセサイザー[4]
- 林絵里(チーナ) - コントラバス[4]
- 小宮山純平(MAGICAL CHAIN CLUB BAND、cutman-booche) - ドラム[4]
- mono(神聖かまってちゃん) - プログラミング
- 後藤大樹(andymori) - ドラム(M-6,14)[4]
- 楢原英介(VOLA & THE ORIENTAL MACHINE、YakYakYak) - ギター(M-2,5)[4]